# Apti Tokaïev
Pour les articles homonymes, voir Tokaïev.
Apti Tokaïev (russe : Апти́ Тока́ев), également connu sous le nom de famille Takaïev (russe : Така́ев), né vers 1960 à Ourous-Martan, en république socialiste soviétique autonome de Tchétchénie-Ingouchie (URSS) et décédé le 1er janvier 1995 à Grozny en république tchétchène, est un chef militaire tchétchène, commandant des forces spéciales de la Garde présidentielle république tchétchène d'Itchkérie. Il participe à la première guerre de Tchétchénie et meurt au combat pendant la bataille de Grozny.